# Pietro Polani
Pietro Polani (* um 1098 in Venedig; † zwischen Februar und Juli 1148 ebenda) regierte von 1130 bis zu seinem Tod Venedig. Nach der historiographischen Tradition, wie die staatlich gesteuerte Geschichtsschreibung Venedigs genannt wird, war er der 36. Doge. Polani unterzeichnete seine Urkunden mit petrus polani.
Als Angehöriger einer Neuaufsteigerfamilie, der auf Empfehlung seines Vorgängers und Schwiegervaters gewählt worden war, stieß Petrus Polani auf den Widerstand von Familien, die fürchteten, ein neuer Versuch einer Einführung der Erbmonarchie werde unternommen, wie ihn Venedig schon mehrfach erlebt hatte. Als eine Instanz, die sowohl dem Dogen als auch dem Volk Machtanteile entzog, wurde daher ein Ratsgremium geschaffen.
Im Kirchenschisma von 1130 stellte sich der Doge 1132 auf die Seite Papst Innozenz’ II., weil sich dessen Gegenkandidat auf die Seite der Venedig feindlich gesinnten Normannen Süditaliens stellte. Das dahinter stehende Bündnis zwischen Venedig und Konstantinopel bekämpften wiederum die in Venedig überaus einflussreichen Dandolo, die sich schon gegen die Wahl Polanis gewandt hatten. Ihr Oberhaupt, der Patriarch von Grado Enrico Dandolo wurde daraufhin vom Dogen abgesetzt. Dies sah der Papst wiederum als Einmischung in das Kirchenrecht, so dass er den Dogen exkommunizierte. Zwar gelang Venedig 1139 ein Friedensschluss mit den Normannen, doch in Dalmatien, das Venedig beanspruchte, stieß es nun auf den Widerstand von Ungarn. Polani ließ sich weder durch den Vorwurf eines Bündnisses mit Schismatikern, noch durch die Exkommunikation vom Bündnis mit Byzanz abbringen, wo die venezianischen Händler eine Erneuerung ihrer Privilegien erreichten, ebenso wie im Römisch-deutschen Reich. Beide Kaiserreiche waren zu dieser Zeit im Bündnis gegen die Normannen, die 1130 ein Königreich gegründet hatten. Polani führte eine Flotte, die erfolgreich gegen die Normannen operierte, doch erlebte er diesen Sieg nicht mehr. Seine Grablege befand sich 1148–1817 auf Murano in der aufgelassenen Klosterkirche San Cipriano.

## Herkunft und Familie, gesellschaftlicher Aufstieg
Wohl im Jahr 1098 wurde Petrus Polani als Sohn des Domenicus, eines Bewohners der Gemeinde um die Kirche S. Luca in Venedig geboren. Er entstammte einer „neuen“ Familie, die wahrscheinlich Mitte des 11. Jahrhunderts aus dem istrischen Pola zugewandert war. Die Familie war stark im Fernhandel engagiert, insbesondere in Konstantinopel, wo der Vater tätig war. Für seine dortigen Verdienste erhielt er sogar vom Kaiser den Titel eines protonobelissimos. Sein Sohn Petrus ist, noch als Heranwachsender, auf jenem Schiff fassbar, das 1110 die Reliquien des hl. Stephanus von Konstantinopel nach Venedig brachte. Petrus-Pietros wirtschaftlicher Aufstieg und sein Ansehensgewinn waren so hoch, dass er Adelasa heiraten konnte, die Tochter des Dogen Domenico Michiel und seiner Ehefrau und damit Dogaressa Victa. Pietro Polani und Adelasa (Michiel) hatten zwei Söhne namens Guido und Naimerio. Zu Polanis enormem Prestige trug die Flottenexpedition unter Führung seines Schwiegervaters bei, die ihn 1122 bis 1124 ins östliche Mittelmeer und vor allem ins Königreich Jerusalem brachte, von wo der Schwiegervater umfassende Handelsprivilegien mitbrachte.

## Dogenamt

Europa und der Mittelmeerraum um 1130

Als sich 1129 der kranke Doge Domenico Michiel in ein Kloster zurückzog, fiel die Wahl auf seinen Schwiegersohn. Trotz des Protestes der Dandolo und Badoer, die eine der alten Familien bevorzugt hätten, und die vor allem eine Wiederkehr zur Erbfolge früherer Familien fürchteten, wurde Pietro Polani zum Dogen gewählt. Seine Gegner sahen in der Wahl einen Verstoß gegen ein Dekret, mit dem man eine Erblichkeit des Amtes verhindern wollte. Über die Zeit vor seiner Wahl ist, wie bei den meisten Dogen dieser Zeit, nichts sicheres bekannt, außer dass er zu diesem Zeitpunkt noch vergleichsweise jung war.
Bereits zu Beginn seiner Regierungszeit holte er neue Familien an den Dogenhof. Erstmals erscheinen Herrschaftselemente, die typisch für die Festlandskommunen waren, und die eine Partizipation einflussreicher Familien erlaubten. Spätestens 1143 wurden dem Dogen sapientes zur Seite gestellt, ein Consiglio dei savi, dem das Volk Treue und Gehorsam schuldete. Dementsprechend taucht in den Quellen immer häufiger der Begriff comune für das gesamte Gemeinwesen auf, zumindest für die führenden Gruppen. Tatsächlich gelang es dem neuen Gremium eine Zwischenposition zwischen dem Dogen und dem populus zu gewinnen. Dabei entzog es beiden Seiten Machtanteile. Einerseits sollte so die Macht des Dogen weiter eingeschränkt werden, andererseits konnten so in einer stärker hierarchisierten Gesellschaft die am weitesten hervortretenden Familien sehr viel unmittelbarer an der Macht partizipieren.

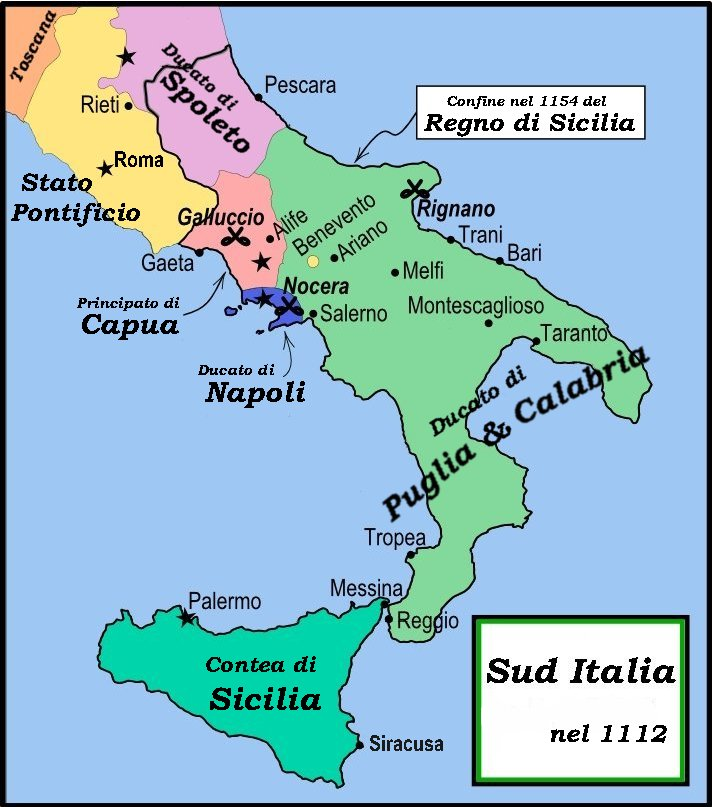
Mittel- und Süditalien um 1112

Kaum gewählt musste sich der neue Doge dem Schisma stellen, das 1130 zur Wahl von zwei Päpsten geführt hatte, nämlich von Innozenz II. und von Anaklet II. Da sich Polani anfangs nicht entschied, blieb die Übertragung der Amtsgewalt an den Patriarchen von Grado, dessen Stuhl vakant war, in der Schwebe. Schließlich entschied sich der Doge für Innozenz, da Anaklet den feindlichen Normannen Süditaliens zu nahe stand. Diese gefährdeten mit ihren Eroberungsplänen, die sich gegen Byzanz richteten, die ökonomisch für Venedig so günstige Ordnung. So entsandte Polani zum von Innozenz berufenen Konzil von Piacenza im Jahr 1132 seine Repräsentanten, wodurch seine Entscheidung offenkundig wurde.
Auf diese Art wurde aber auch die Grado-Frage gelöst, wo der neue und mit dem Dogen verwandte Patriarch Enrico Dandolo nur die Rechte des Dogen bei der Einsetzung des Bischofs von Castello respektieren sollte. Im Alltag waren die Beziehungen zwischen dem Patriarchen und dem formal ihm unterstellten Bischof insofern schwierig geworden, als der Patriarch längst in Venedig residierte. Damit kam es zu entsprechenden Streitigkeiten zwischen den beiden Klerikern um ihre jeweiligen Rechte, Auseinandersetzungen, in die auch der Doge hineingezogen wurde. Der Gegensatz zwischen Dandolo und dem Dogenhof entbrannte besonders heftig durch die Verträge mit Byzanz von 1147 und 1148, die sich im Kern gegen die Normannen richteten. Dandolo verurteilte die Allianz mit den in seinen Augen schismatischen Byzantinern, ein Schisma, das seit 1054 bestand. Der Doge reagierte, indem er den Patriarchen ins Exil schickte, ebenso wie seine wichtigsten Unterstützer. Darüber hinaus ließ er Häuser der Badoer zerstören, die den Dandolo vor allen anderen stützten. Enrico Dandolo rief nun Papst Eugen III. an, der den Dogen exkommunizierte und die Stadt dem Interdikt unterwarf.
Venedig war einer der Hauptgewinner aus der zunehmenden wirtschaftlichen Integration des Mittelmeerraumes und Mitteleuropas. Dabei garantierte die Bestätigung der venezianischen Privilegien im Römisch-deutschen Reich durch Lothar III. im Oktober 1136 den Fortbestand dieser ertragreichen Konstellation im Westen. Damit kam dem Flusssystem von Po und Etsch eine wachsende Bedeutung zu. Besonders aber die Adria war als Handelsweg von größter Bedeutung für den viel umfangreicheren Mittelmeerhandel. Der Handelsvertrag, den Polani 1139 mit den Normannen nach Jahrzehnten der Feindseligkeiten abschloss, erschloss Venedig nicht nur den Lebensmittelmarkt Süditaliens, sondern er erkannte auch die Herrschaft Venedigs über die Adria an. 1141 schloss Polani einen Vertrag mit Fano in den Marken ab, der Venedig ebenfalls umfassende Handelsrechte einräumte, wofür Venedig militärischen Schutz bot.
Anders war die Lage auf der Ostseite der Adria. Zwischen 1133 und 1135 eroberten die Ungarn wichtige Stützpunkte an der dalmatinischen Küste, wie Sebenico, Traù und Spalato. Immerhin schloss Polani mit Pola und Capodistria einen Vertrag ab, der die venezianische Herrschaft auf Istrien sicherte.
Doch blieb diese Dominanz nicht ohne Widerstand. 1141 bis 1144 versuchte Padua auf Kosten von Venedig sein Territorium, insbesondere die schiffbaren Flussläufe, und seinen Einflussbereich zu erweitern, sowie das Salzmonopol der Venezianer zu unterlaufen. 1142 kam es zum Krieg, als die Paduaner begannen, den Brenta umzuleiten, um einen bequemeren und schnelleren Weg in die Lagune einzurichten, und um Handelsbeschränkungen zu umgehen. Allerdings musste Padua trotz der daraus resultierenden Handelserfolge nach einer militärischen Auseinandersetzung nachgeben. Zur gleichen Zeit kam es zu Grenzverletzungen venezianischen Gebiets im Süden durch Ancona.

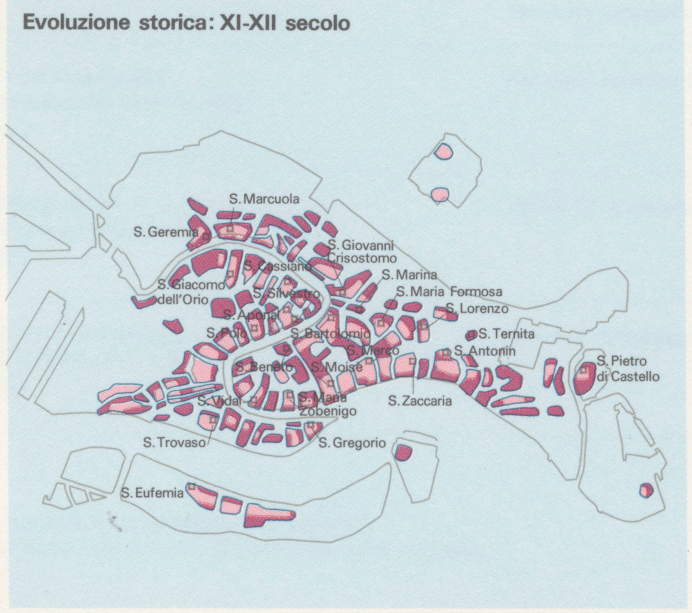
Karte der Inseln Venedigs im 11./12. Jahrhundert

Innenpolitisch reagierte man in Venedig auf die komplizierte und gefährliche Lage mit der Gründung eines Rates der Weisen (sapientes), die den Dogen bei seinen Entscheidungen zu beraten hatten. Zu dem Savi genannten zunächst informellen Gremium gehörten neben den Vertretern des bisher dominierenden Adels auch die zu Reichtum gekommenen Bankiers und Kaufleute. Diese bildeten allmählich eine neue Oligarchie, die an der Macht partizipierte und im Laufe der folgenden Jahrhunderte die Rechte des Dogen immer weiter einschränkte. Einer der ersten gemeinsamen Beschlüsse von Sapientes und Doge war der Verzicht auf eine Teilnahme am zweiten Kreuzzug.
Neuen Einfluss im östlichen Mittelmeer gewannen die Venezianer durch ihre Hilfe für Kaiser Manuel Komnenos gegen die Normannen unter der Führung von Roger II. Das römisch-deutsche und das byzantinische Reich verbanden sich zu einem gemeinsamen Vorgehen gegen den „Usurpator“ Roger, der sich zum König aufgeschwungen hatte. Bertha von Sulzbach, eine Schwägerin König Konrads III., wurde im Januar 1146 im Rahmen eines gegen das Normannenreich in Süditalien gerichteten Bündnisses mit Kaiser Manuel verheiratet. Als Kaiserin nahm sie den Namen Irene an, der im Griechischen Friede bedeutet, womit der Wunsch nach einem entsprechenden Nebeneinander der beiden Reiche, die in Italien allerdings widerstreitende Interessen verfolgten, Ausdruck fand.
Zwar hatten die Badoer, Falier, Michiel und Morosini sich heftig gegen eine Unterstützung von Byzanz ausgesprochen, ebenso der Patriarch Enrico Dandolo, der gegen einen Pakt mit den Schismatikern wetterte. Aber auch die Exkommunikation konnte Polani nicht von seiner Politik abbringen, die den Venezianern schließlich als Belohnung Handelsrechte einbrachte. Dies geschah durch ein Chrysobullon Kaiser Manuels, in dem nicht nur die alten Privilegien von 1082 bestätigt, sondern diese Rechte auch auf Kreta und Zypern ausgedehnt wurden. Auch wurde das Händlerquartier in der Hauptstadt Konstantinopel ausgebaut.
Im Frühjahr 1148 übernahm der Doge selbst das Kommando über die Flotte, doch erkrankte er schwer, während die Flotte in Caorle lag. Das Kommando erhielten nun Domenico und Naimerio Polani, Bruder und Sohn des Dogen, denen ein Sieg über die Normannen gelang. Den Triumph der Flotte bei der Schlacht von 1148 am Kap Matapan, als die normannische Flotte geschlagen wurde, erlebte der Doge nicht mehr. Er hatte nach Venedig heimkehren müssen, wo er zwischen Februar und Juli 1148 im Alter von kaum 50 Jahren starb. Er wurde im Kloster San Cipriano auf Murano beigesetzt.
Von Polani sind insgesamt drei Urkunden im Original überliefert. Diese stammen aus den Jahren 1140, 1144 und 1145 und befinden sich im Staatsarchiv Venedig.

## Rezeption

### Ab dem Spätmittelalter

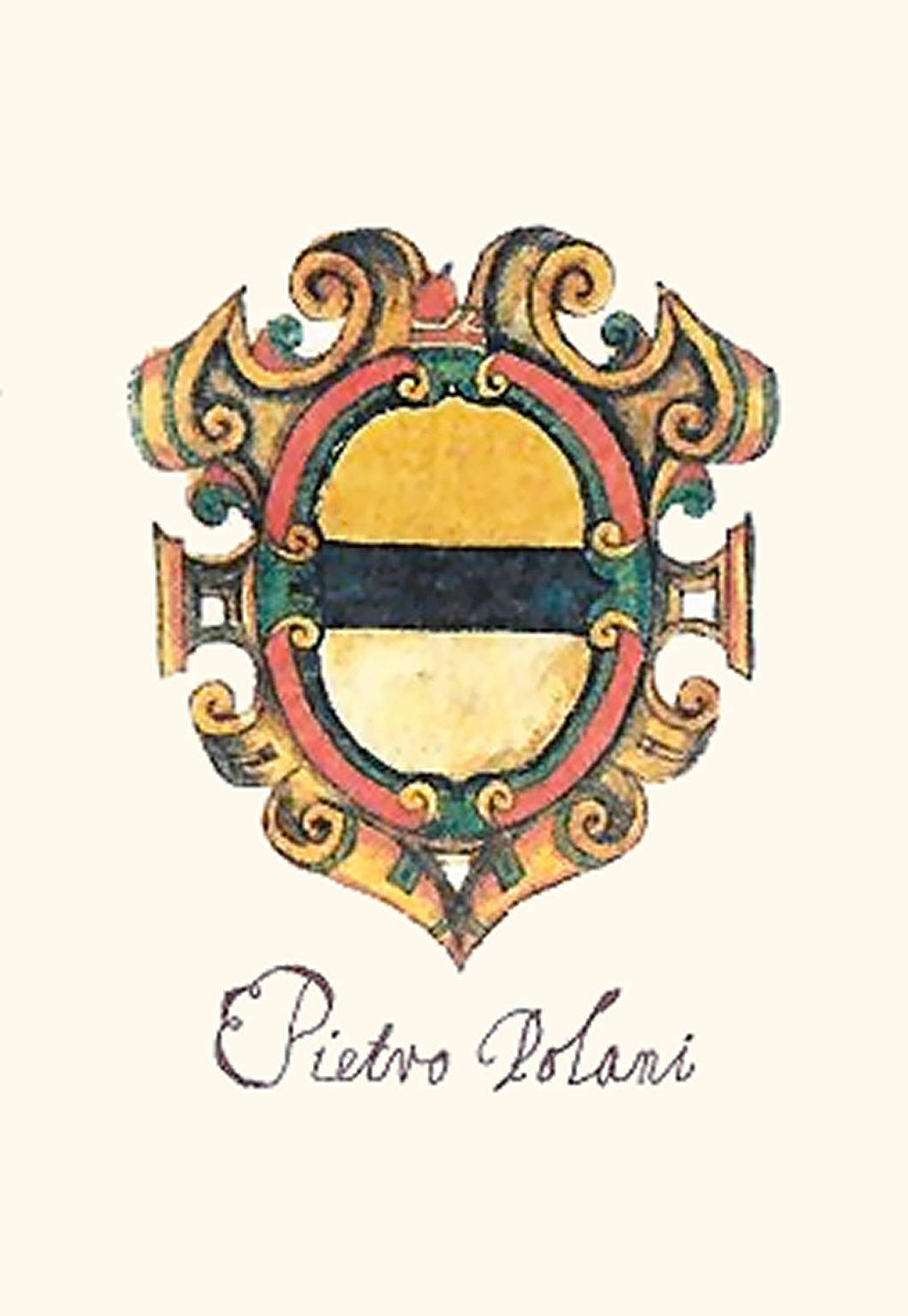
Wappen des „Pietro Polani“ nach Vorstellungen des frühen 17. Jahrhunderts. Die Heraldik setzte erst im 3. Viertel des 12. Jahrhunderts ein, später wurden rückblickend auch Wappen an die frühen Dogen vergeben, die nie ein solches Wappen geführt hatten („fanta-araldica“); dies diente dazu, die Familien dieser Epoche mit möglichst frühen Dogen in ein verwandtschaftliches Verhältnis zu setzen.

Die Cronica di Venexia detta di Enrico Dandolo aus dem späten 14. Jahrhundert, die älteste volkssprachliche Chronik Venedigs, stellt die Vorgänge ebenso wie die wenig ältere Chronik des Andrea Dandolo auf einer in dieser Zeit längst geläufigen, weitgehend von den Dogen beherrschten Ebene dar – sie bilden sogar das zeitliche Gerüst für die gesamte Chronik. „Piero Pollani“ sei zu Recht vom ganzen Volk verdientermaßen auf den Dogenstuhl gebracht worden. In seiner Zeit sei ein lang anhaltender Streit zwischen zwei Familien geschlichtet worden, nämlich zwischen den Dandolo unter Führung des Patriarchen „Henrigo Dandullo“, und den Badoer, den „Baduari“. Die Bewohner von „Fan“, also Fano in den Marken, seien vom Dogen „a tributo li submisse al suo ducado“. Auch die von „Polla“ und „Padua“ hätten sich unterworfen. Nachdem es den Normannen gelungen sei Korfu zu erobern und bis Konstantinopel vorzustoßen, dazu 18 von 20 Schiffen des Kaisers zu kapern, gingen Gesandte nach Venedig „domandando aida“, die also um Hilfe ersuchten. Mit „consentimento del povolo, liga et grande amicitia fu confermada“, mit Zustimmung des Volkes kam es zu Bündnis und Freundschaftsschluss mit Kaiser „Hemanuel“. Unter persönlicher Führung des Dogen fuhren 29 Schiffe bis nach „Cavrolle“, doch erkrankte der Doge und starb bald. Neue Flottenführer (capetaneo) wurden „Zoanne Pollani“ und, zusammen mit einigen kaiserlichen Schiffen, der „conte Naimer“. Dieser Flotte gelang ein Sieg, 19 Normannenschiffe wurden gekapert. Zum Beweis schickte man dem Kaiser 2000 gefangene „naveganti“, was diesem große Freude bereitete. Der Leichnam des Dogen sei, so der Verfasser der Chronik, nach „Sen Zivram de Moran“ gebracht und beigesetzt worden, nachdem Polani 18 Jahre geherrscht habe.
Pietro Marcello meinte 1502 in seinem später ins Volgare unter dem Titel Vite de'prencipi di Vinegia übersetzten Werk, „Pietro Polani Doge XXXV.“ „genero del Michiele morto, gli successe nel Prencipato, l'anno MCXXXI.“, er war also ein Schwiegersohn des verstorbenen Doge Michiele und folgte diesem 1131 im Fürstenamt. Etwas übertreibend behauptet Marcello, Fano sei ‚unter die Signoria von Venedig‘ gelangt. Bonfiglio Michiele, der Prior von San Salvatore, übernahm mit dem gesamten Kloster die Regeln und den Habit der Kanoniker, konsekriert wurde die neue Einrichtung von Papst Innozenz IV. Darüber hinaus erscheint es dem Autor vorrangig, die Gründung der Kirche San Clemente durch Pietro Gatiloso zu erwähnen, um dann auf den Streit mit Pisa einzugehen. Dieser ging auf ein Zusammentreffen zur Zeit des Michiel, Sohn des seinerzeitigen Dogen Vitale Michiel vor Rhodos zurück. Nur das Eingreifen des Papstes habe den wechselseitigen Hass beruhigen können. Es heißt, so der Autor, es sei zu Kämpfen mit den Paduanern gekommen, deren Ursache sei entstanden („nacque“) „per tagliare il fiume à Sant'Ilario“. In diesem Krieg, „essendo Guido da Montecchio Capitano delle genti da terra, fecesi sanguinosa giornata fra l'una, & l'altra parte.“ Nachdem die Feinde vernichtet worden seien, fanden sich 350 Paduaner als Gefangene in Venedig. Als die Paduaner jedoch um Gnade baten, und die Schuld „ad alcuni presuntuosi plebei“ gaben, wurden sämtliche Gefangenen entlassen. Zur selben Zeit, so Marcello, wurde noch auf Veranlassung des Kaisers „Emanuel“, der seine Gesandten ausschickte, eine Flotte gegen Roger von Sizilien bereitgestellt. Die Normannen brachen von Otranto auf, eroberten Korfu, fuhren Richtung Morea und zerstörten die Gebiete um den Golf von Korinth; sie plünderten Theben „& finalmente fece ogni sorte di male tra il golfo Euboeo, & la contrade di Beotia, laqual si chiama Fotide.“ In dieser schwierigen Situation „Emanuel ricorse all'aiuto de' Venetiani“, eine Hilfe, die er durch seine Gesandten erlangte. Die Venezianer sprangen ihm wegen der alten Freundschaft bei, betont Marcello. Der Doge wollte sich an die Spitze der Flotte stellen, doch erkrankte er, als diese in Caorle lag. So wurden sein Bruder Giovanni und sein Sohn Renieri zu Flottenkommandanten, während der Doge nach Venedig zurückkehrte. Während einer von Manuels Verwandten („un de'suoi“) eine Flotte nach Butrinto „in Albania“ führte, eroberten die Venezianer Korfu zurück, und sie begingen dort gleichfalls „ogni sorte di male“, ‚jede Art von Übel‘. Viele Korfioten gerieten in Gefangenschaft, die Bäume wurden abgeholzt, viele Pflanzen und andere Dinge niedergebrannt. Und so hätten die Venezianer, ‚wie schon so viele andere Male‘ das Kaiserreich verteidigt, ergänzt Marcello. Danach starb der Doge an jenem Übel („male“), das er sich außerhalb eingehandelt hatte („ch'egli haveva acquistato di fuora“).
Nach der Chronik des Gian Giacomo Caroldo, die er 1532 abschloss, empfahl der bereits zurückgetretene „Dominico Michiel“ als seinen Nachfolger Pietro Polani. Die „Cittadini“, so Caroldo, „volsero haver il parere“ des nicht mehr im Amt befindlichen Dogen, der diesem Wunsch nach einer Empfehlung entsprach, „il quale si lasciò intendere che gli sarebbe grata l’eletione di Messer Pietro Polani suo genero“. Er ließ also durchblicken, dass ihm die Wahl Polanis zusagen würde, der sein Schwiegersohn war. Polani „fù per la general concione publicato Duce“, wurde also durch die Volksversammlung zum Dogen erhoben. Er sei zwar jung gewesen, „ma di gravi et virtuosi costumi“. In dieser Zeit, so Caroldo, wurde „Henrico figliuolo di Dominico Dandolo“ zum Patriarchen von Grado gewählt, der beim Konzil von Pisa intervenierte („intervenne“), das Papst Innozenz II. einberufen hatte, um das Kreuz vorantragen zu dürfen („ottenne la confirmatione di portar la Croce avanti di se“). Als sich Lothar, aus Rom zurückkehrend, in „Coreggio nel contado di Parma“ aufhielt, erreichten die Gesandten des Dogen, nämlich „Gioanni Polani suo fratello, Messer Pietro Donodei suo Capellano et [Messer] Aurio Aurio“, die Bestätigung der früheren Privilegien für Venedig. Unterhändler waren also der Bruder des Dogen und sein Kaplan. Für die Unterstellung Fanos unter venezianischen Schutz bietet Caroldo die Erklärung, seine Bewohner seien von denen aus Ravenna, Pesaro und Senigallia belästigt worden, so dass sie „nuntii“ zum Dogen schickten. Dafür versprachen sie dauerhafte Treue, dass Venedigs Feinde nunmehr ihre Feinde sein sollten, und außerdem wollten sie jährlich als Tribut „un miaro et libre C d’oglio, alla festività della Purificatione“ liefern, also Olivenöl. Angeblich besiegten die Venezianer Fanos Feinde. Dann flicht Caroldo übergangslos ein, dass „Pietro Gatiloso“ „Chiesa et Hospitale sott’il titolo di San Clemente Papa“ am „Canal Orfano“ errichten ließ, und, dass diese mit Einnahmen ausgestattet und die Kirche dem Patriarchen unterstehen sollte. Daraufhin folgt ein neuerlicher Streit mit Padua im 13. Herrschaftsjahr Polanis. Dabei ging es um Eingriffe am Brenta nahe „San Illario“. Ausdrücklich nennt der Autor Guido da Montagnana als Führer der Kavallerie („Capo“ „delli cavalli“) und Alberto di Braga Curta als Befehlshaber der Infanterie („delli fanti“). In einer Schlacht wurden „CCCL nobili Padovanii“ gefangen genommen, die anderen getötet oder vertrieben. Als die Gefangenen aussagten, sie hätten mit den Arbeiten am Brenta niemanden beleidigen wollen („offender“), und nachdem sie dies mit „parole piene d’humiltà et di dolore“ kundgetan hatten, wurden sie entlassen. Man kehrte zum zuvor gültigen Vertrag zurück. Der Doge, so Caroldo, hatte zwei Söhne, nämlich ‚Guido, der auf Wunsch des Volkes Conte d’Ossero wurde‘ und ‚Raynieri, der durch Wahl des Volkes von Arbe und Bestätigung des Dogen Conte jener Insel‘ wurde. Schließlich berichtet Caroldo, wie der hin- und herwogende Streit zwischen Pisa und Venedig durch den Papst beigelegt wurde. Als das Königreich Jerusalem schwer bedroht war, schickten die Kreuzfahrer „ogni giorno“, also ‚jeden Tag‘ um Hilfe zum Papst und zum „Imperatore Alemano“. Dieser beschloss im Mai, auf dem „convento di Francfordia“, dem König von Jerusalem zu Hilfe zu kommen. ‚Kaiser Konrad‘ setzte sich mit seiner Armee in Marsch. Auf Rat des Kaisers Manuel griff er Konya an, doch musste er die Belagerung wegen unzureichender Lebensmittel aufgeben, „non senza grave imputatione d’Emanuel che non gl’havesse prestato l’aiuto promesso“, nicht ohne Manuel vorzuwerfen, er habe ihm die versprochene Hilfe nicht geleistet. Ludwig von Frankreich überredete der Grieche, nach Syrien zu ziehen, während Konrad in sein Reich zurückkehrte. Den Franzosen unterstützte er zwar mit seiner Flotte, doch musste sich dieser nach Antiochia zurückziehen. Währenddessen eroberte Roger von Sizilien Korfu, dann befreite er den französischen König aus der Gefangenschaft der „Mori“. Manuel, der von den Normannen bis vor Konstantinopel angegriffen wurde, rief erneut Venedig um Hilfe, wofür er dem Dogen noch größere Privilegien versprach, als seine Vorgänger. Doch der Doge erkrankte schwer und musste in „Caurle“ umkehren. Die Flotte führten sein Bruder „Gioanni“ und sein Sohn „Rainieri“. Gemeinsam mit den bereits Korfu belagernden Griechen eroberten sie die Stadt, um dann nach Sizilien zu fahren, wo reichlich Beute gemacht und 20 Schiffe Rogers gekapert wurden, die auf dem Rückweg aus der „Levante“ waren. Viele kamen zu den siegreichen Flottenführern, um zu gratulieren, aber auch, um wegen des verstorbenen Dogen zu kondolieren. Dieser habe „anni XVIIJ, mesi IIIJ“ geherrscht, und er „fù sepolto a Murano, nel Monasterio di San Cipriano“. Wieder ohne jeden Übergang ergänzt Caroldo, „Orso Badoaro da San Lio“ habe „Gioanni Tron da Maiorbo“ einige seiner „palude“ zwischen Mazzorbo und Murano eingeräumt, um ein Hospital zu Ehren des hl. Jakob einzurichten, wo Pilger untergebracht werden konnten. Dieses wurde später Zisterzienserinnen übergeben.

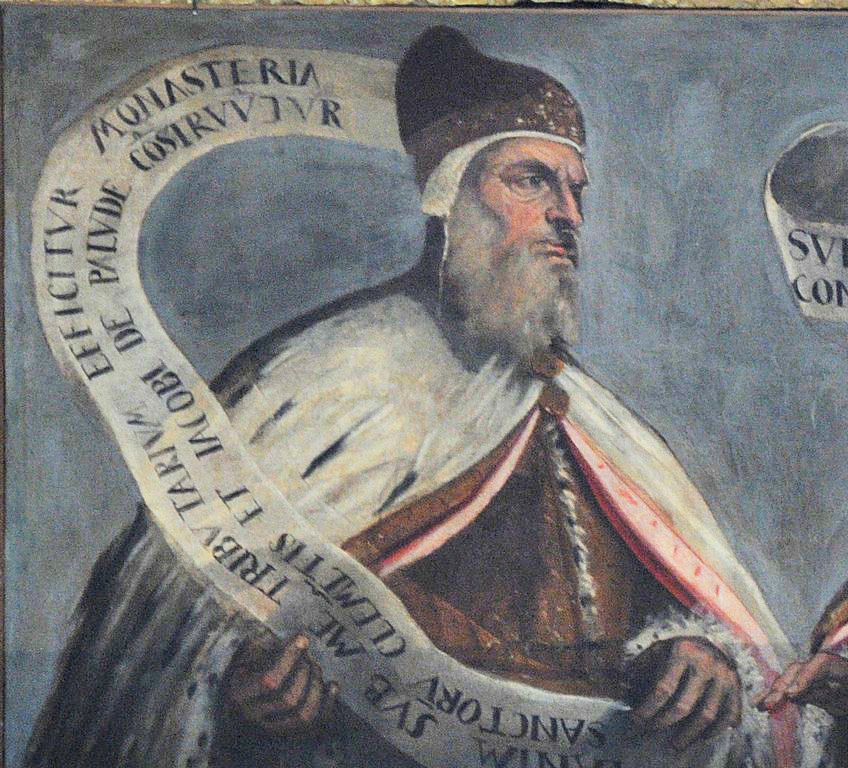
Domenico Tintoretto: eines der Dogenporträts im Dogenpalast, Öl auf Holz, 1590, Saal des Großen Rates

Der Frankfurter Jurist Heinrich Kellner, der im neuen Dogen den „fünff und dreissigste[n] Hertzog“ sah, meint in seiner 1574 erschienenen Chronica das ist Warhaffte eigentliche vnd kurtze Beschreibung, aller Hertzogen zu Venedig Leben im Anschluss an seine Bemerkungen zu Domenico Michiel, „Peter Polani / deß verstorbenen Michieli Eiden oder Tochtermann / folgt im im Hertzogthumb / im jar 1131“. Zu Fano bemerkt er lakonisch: „Bey seiner Regierung ist die Statt Fano in der Herrschaft Venedig Hand kommen“, um unvermittelt anzuschließen: „Bonsiglius Michiel“, der Prior von San Salvatore, „nam die Regel und Habit der Canonicen daselbst an“, ebenso wie die übrigen Geistlichen dieser Gemeindekirche. „Dieses Ordens war Bapst Innocentius ein Anfenger und Stiffter/und die Kirche ward durch Bapst Alexandern den vierdten geweiheit.“ Auch Kellner erwähnt darüber hinaus die Kirchengründung durch „Peter Gattilos“ am „Canal Orphano“. „Zu derselbigen zeit erhub sich groß uneinigkeit zwischen den Venedigern und Pisanern“, diese hatte ihre Ursache in „Widerwill und Groll noch von der Schlacht“, die Michiel, Sohn des Dogen Vitalis, den Pisanern geliefert hatte. Seitdem waren die Pisaner auf Rache für die „Schand und Schmach“ des Verlustes ihrer Flotte aus. Doch der Papst beendete den eskalierenden Streit „durch seine Autoritet und Ansehen“. „Man sagt auch“, es sei zum Streit mit Padua gekommen, als dieses „das Wasser zu S. Hilario abgraben wolte“. Im anschließenden Krieg – in einer Marginalie nennt Kellner „Latini scriptores historiae Venetae nominante cum Guidone Monticulanum.“ – „Guido von Montecchio Oberster war zu Land / und geschah ein groß Treffen“. „Letztendlich wurden die Feinde in die flucht geschlagen/und bey vierdthalb hunderten gen Venedig gefuhrt“. Als die „fürnemesten“ „underthenig darfür bahten / unnd die schuldt auff etliche verwegene Bürger auß der Gemein legeten“, wurden die Gefangenen freigelassen. Auf Ersuchen kaiserlicher Gesandter fuhr eine Flotte gegen „König Ruggiern aus Sicilia“. Dieser hatte Korfu erobert, dann war er „in Moream oder Peloponesum“ gezogen, dann hatte er den Hafen „Coranto“ verwüstet, dann Theben und andere Orte. Die Venezianer kamen Manuel „umb der alten Freundtschafft willen“ zu Hilfe. Stürme zwangen jedoch die Flotte in Caorle unterzuschlüpfen, wo dann auch noch der Doge schwer erkrankte. Dieser „ordnet an sein statt zu der Armada Johann seinen Bruder/und Reinharten seinen Sohn“. Zu „Reinharten“ merkt Kellner marginal an: „Die Latini nennen in Rainerium“. „Keyser Emanuel feyret auch nicht“, setzt der Autor fort, „sondern brachte ein gute anzal Schiff zusammen“. „Er aber zog mit seinem Kriegßvolck zu Land auff Albanie /lägert sich bey Butrinto. Die Venediger erlegten ires theils viel von den Feinden/namen Corfu mit gewehrter Hand ein“. Auf Sizilien machten sie viele Gefangene, dort haben sie „Bäum und ander Gewächß abgehauwen/unnd viel dings verbrennt“. Das Kaisertum, so Kellner, „wie zu etlichen andern malen mehr beschehen“ „durch der Venediger Hülff und Kriegßvolck ist vertheidigt und erhalten worden.“ Danach erst starb bei Kellner der Doge, und zwar im 17. Jahr „seines Regiments“.

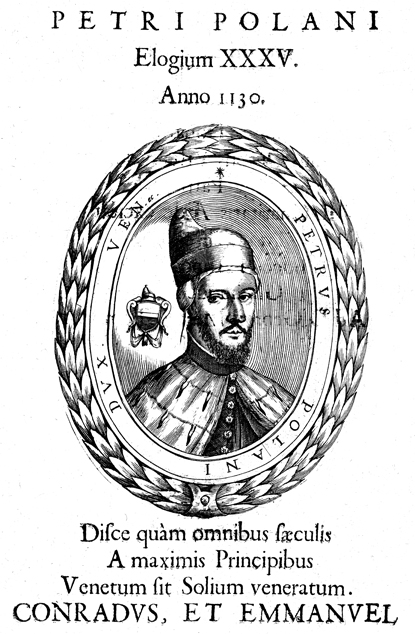
Leone Matina: Phantasieporträt des Dogen in der wohl ersten gedruckten Porträtserie aller bis dahin anerkannten Dogen, dem Ducalis regiae lararium von 1659

In der Übersetzung von Alessandro Maria Vianolis Historia Veneta, die 1686 in Nürnberg unter dem Titel Der Venetianischen Hertzogen Leben / Regierung, und Absterben / Von dem Ersten Paulutio Anafesto an / biss auf den itzt-regierenden Marcum Antonium Justiniani erschien, zählt der Autor, abweichend von Pietro Marcello, „Petrus Polanus, Der 36. Hertzog“, der 1129 sein Amt antrat. „Der Venetianische Waffen-Rumor continuirte noch unter dieses Hertzogen (welcher des verstorbenen Michaels Tochtermann gewesen) seiner Regierung / dann / nachdem sich viel und unterschiedene vornehme Kauffleut auf ein und andere Messen nach der Marck begeben wollen / sind sie von denen zu Fano dermassen übel tractiret worden / daß die Republic sich genöthiget befunden / eine Armee wider solche Friedens-Zerstörer auszuschicken / welche in gar wenig Tagen auch die Stadt dermassen beängstigt gehabt / daß sie gar balden/ um ihren gäntzlichen Untergang zu verhüten / den Venetianern einen jährlichen Tribut an Geld zu bezahlen/und tausend Pfund Oels zu Nutzen des H. Marci Tempels zu überschicken gezwungen gewesen“ (S. 209 f.). Die Auseinandersetzungen zwischen Venedig und Padua beschreibt er als „Blutbad“, den Verlauf schildert er genauso wie Kellner. Das Gleiche gilt für die Eroberungen Rogers von Sizilien, der jedoch bei Vianoli zusätzlich mit „etlich 60 Galeeren biß in die Enge bey Constantinopel“ fuhr, um dort zu plündern (S. 211 f.). Der byzantinische Kaiser hielt „um einigen Succurs bey den Venetianern an/welchen er auch durch seine Abgesandten wegen der alten Verbündniß und Freundschafft von ihnen erhalten.“ Die dazu ausgerüstete Flotte musste auch bei Vianoli den Rückzug nach Caorle „wegen ungestümmen Wetters“ antreten. Dort erkrankte der Doge. Die Flotte unter besagter neuer Führung griff die Normannen an. Bei Vianoli habe sie „mit einer schönen Ordnung nacher Malta zu genommen“, wobei Vianoli beide Flotten gegen Sizilien operieren sah. Dabei kam es zur Seeschlacht gegen die von Malta vorrückenden Normannen „indeme bey zwantzig Stück / so wol Galeren/ als Kriegs-Schiffe / des Feindes gefangen genommen / und noch eine weit grössere Anzahl derselben zu Grund geschossen worden seynd.“ Nach dem Rückzug der beiden verbündeten Flotten zur Peloponnes, so vermerkt Vianoli ausdrücklich, hätten sie die Beute geteilt, um dann Korinth, Korfu und Kefalonia zurückzuerobern. Als „Johannes des Hertzogen sein Bruder nebens der gantzen Armada“ nach Venedig zurückkehrte, wo er „mit grossem Freuden-Geschrey“ empfangen wurde, war der Doge bereits „verblichen“ „nach neunzehenjährig-wolbestellter Regierung“.
1687 genügten Jacob von Sandrart in seinem Opus Kurtze und vermehrte Beschreibung Von Dem Ursprung / Aufnehmen / Gebiete / und Regierung der Weltberühmten Republick Venedig neun Zeilen, um über „Petrus Polanus“ – hier wird er zum „Schwager“ des „Dominicus Michaël“ – zu berichten. Bei Sandrart war der Doge der 35. Inhaber dieses Amtes und herrschte 18 Jahre. Er regierte demnach auch „glücklich“ und brachte „die Insul Corcyra itzo Corfu unter sich“. „Auch überwand er die Pisaner und Paduaner“ und „kam dem Griechischen Kaiser Emanuel wider den Sicilischen Köng Rogerium zu Hülffe“.

### Nachwirken der venezianischen historiographischen Tradition, moderne Geschichtsschreibung

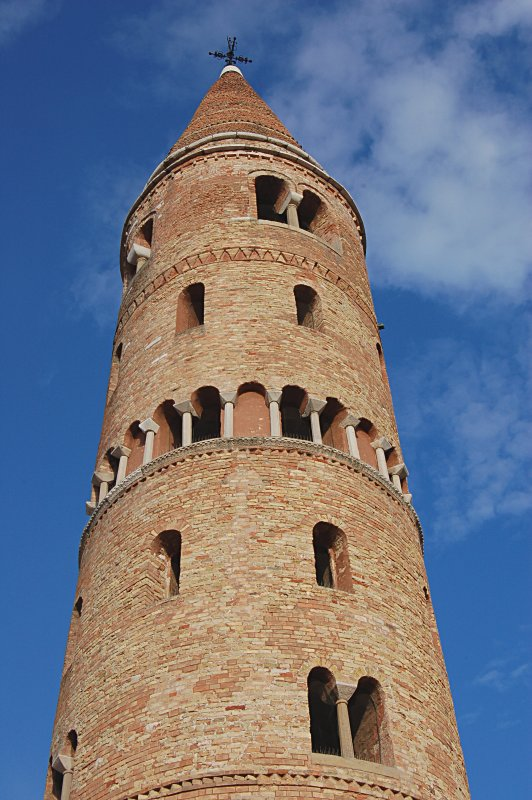
Der 42 m hohe Glockenturm vor dem Dom von Caorle wurde um 1038 fertiggestellt. Während des Ersten Weltkriegs wurde er allerdings schwer beschädigt.

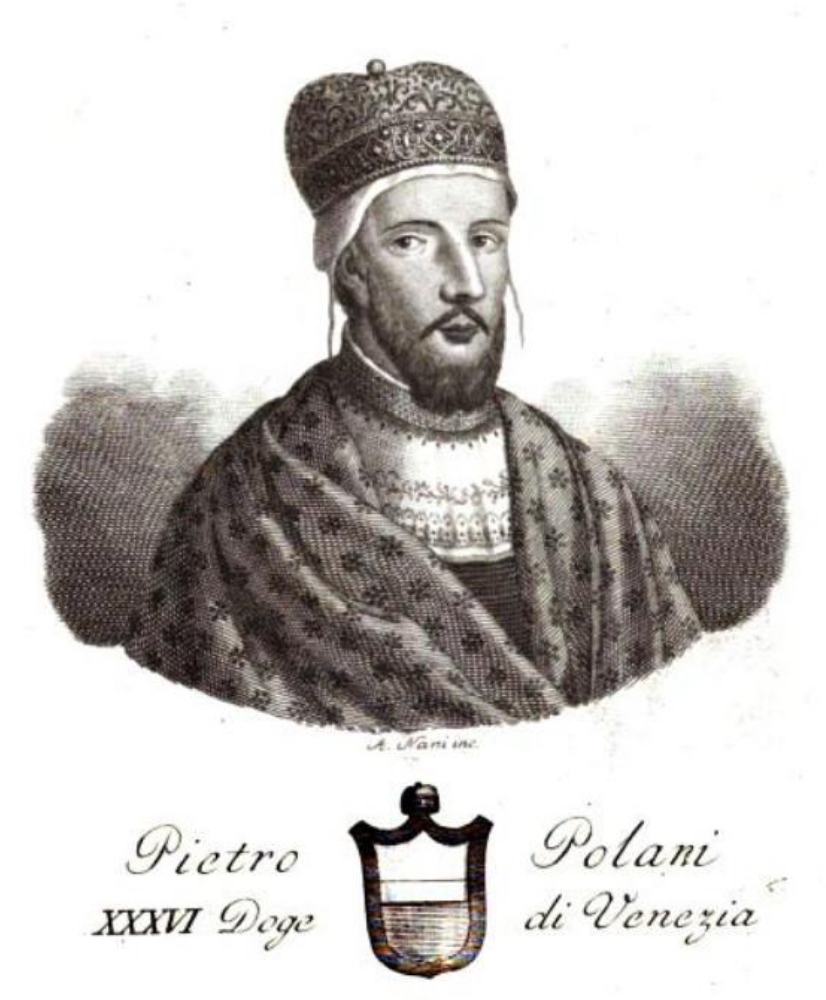
Vor 1834 geschaffene Phantasiedarstellung des Dogen, Antonio Nani: Serie dei Dogi di Venezia intagliati in rame da Antonio Nani. Giuntevi alcuni notizie biografiche estese da diversi, Bd. 1, Merlo, Venedig 1840, o. S. (Google Books)

Johann Friedrich LeBret veröffentlichte 1769 bis 1777 seine vierbändige Staatsgeschichte der Republik Venedig, worin er im 1769 erschienenen ersten Band konstatiert, „es scheint“, dass der nach seiner Zählung 36. Doge „Peter Polani“, von seinem Schwiegervater als Nachfolger empfohlen worden sei. Er habe „seinen Tochtermann, als einen zwar jungen, aber sehr lebhaften Herrn, vorgeschlagen“. Nach LeBret besaß „der republikanische Geist fast alle Städte : aber eine jede wollte zugleich Eroberungen machen“, woraus endlose Kämpfe entstanden seien. Die Wahl Kaiser Lothars und König Konrads in Italien verstärkte die Unruhen: „Der erste wurde vom Papste erkannt, der sich so gar unterstund, durch den Cardinalpriester Peter die beyden Patriarchen von Aquileja und Venedig als Anhänger Conrads abzusetzen.“ Letzterer wurde von den Lombarden anerkannt. Die Kommunen, so LeBret, die „gegen ihre eigene Nation eben so untreu sich bezeugeten, als sie sich vormals gegen die Deutschen erwiesen hatten“, sorgten dafür, dass Italien in zahllose Herrschaftsgebiete zerfiel. „Dieses war eine sehr glückliche Zeit für die Venetianer : den Kaiser fürchteten sie nunmehr eben so wenig“, sie verbündeten sich mit den Schwächeren und konnten dabei wesentliche Vorteile erzielen. Die kleine Stadt Fano, die von Ravenna, Pesaro und Senigallia bedroht wurde, wandte sich an Venedig. „Der Doge machte sich ein Vergnügen daraus, ihr beizustehen.“ Fano musste fortan eine Galeere in Diensten Venedigs unterhalten, die die Adria zwischen Ragusa und Ravenna, aber auch bis nach Ancona im Norden „durchkreuzen“ sollte. Der venezianische „Statthalter, der den Namen eines Legaten führet“, musste von Fano unterhalten werden und „am Tage der Reinigung Mariä“ gingen tausend Pfund Öl und 100 Pfund Silber nach Venedig. Fanos Gegner wurden besiegt (S. 311). – Doch der gefährlichste Gegner war Roger von Sizilien, der sich zum König aufgeschwungen hatte. Dem Kaiser „hatte er bereits für vierzig tausend Thaler Waaren hinwegnehmen lassen“. Byzantinische und venezianische Gesandte gingen 1135 zum Reichstag nach Merseburg, beide trugen Lothar ein Bündnis gegen Roger an. Als Lothar 1136 nach Italien kam, bestätigte er den venezianischen Gesandten in Correggioverde im Mantuanischen die alten Verträge, die Venedig mit Lothars Vorgängern geschlossen hatte. Doch der Kaiser starb 1137 und Venedig geriet abermals in einen Kampf mit Padua. „Denn welche Stadt hat den Venetianern mehr zu thun gemacht, als diese? Und hat nicht Padua mehr denn dreyßig mal gesucht, die Venetianer gänzlich zu stürzen?“ fragt der Autor rhetorisch. Andererseits habe Venedig „dieser Stadt zu ihrem eingewurzelten Hasse Gelegenheit gegeben.“ Vicenza grub zu dieser Zeit den Paduanern das Wasser des Bacchiglione ab, woraufhin Padua seinerseits den Venezianern am rechten Ufer des Brenta bei Strà einen Graben ziehen wollte, um mit dem Wasser des Brenta das nunmehr leere Flussbett des Bacchiglione zu füllen. „Hierdurch entwarfen sie den geraden Canal zwischen Stra und Noventa, den die Landleute Piovego nennen, und vereinigten die beyden Hauptflüsse.“ Dieser Kanal jedoch verletzte den Landbesitz des Klosters S. Ilario, das den Venezianern gehörte. Auch hatte dies Folgen für die Lagune, in die die Paduaner nun unmittelbar fahren konnten; auch ging Venedig damit schiffbarer Handelsweg verloren. Außerdem, so LeBret, würden, wenn das Wasser des Bacchiglione wieder in sein altes Bett zurückkehren würde, dies dazu führen, dass sich zu viel Süßwasser „in die Lagunen stürzen“ würde. Dies alles habe den Dogen zur Kriegserklärung veranlasst (S. 312 f.). Nun führte Guido von Montagnone die Reiterei, Albert von Gambacurta die Infanterie „von Maltraversis wider die Paduaner“. An einem Ort namens Tomba kam es zur Schlacht, in der 120 Reiter und 334 Infanteristen in die Gefangenschaft der Venezianer fielen. Die Verhandlungen zogen sich bis ins Jahr 1146, als endlich „die Paduaner zwölf ihrer Edlen“ erklären ließen, dass sie mit dem Kanalbau nicht Venedig hatten Schaden zufügen wollen. Die Mündung des Brenta sollte bei Bra mit einer Schleuse verriegelt, der Kanal nicht fertiggestellt werden. Das geschädigte Kloster S. Ilario wollten die Paduaner fortan schützen, der Abt erhielt sogar Erlaubnis, Mühlen am Brenta bis nach Noventa bauen zu lassen. Die Schiffsleute von Noventa sollten in drei bestimmten Monaten jeweils ein Viertel ihrer Fracht abgeben, wenn sie nach Venedig fuhren. Ungefähr in dem Jahr, in dem die besagte Schlacht stattfand, gerieten auch Pisa und Venedig aneinander. Anlass war die Erinnerung an eine Niederlage vor Rhodos, die Jahre zurücklag, Ursache war der Kampf um Handelsvorteile: „Venedig hat keine unmenschlichere Kriege auszustehen gehabt, als mit Pisa und Genua“, meint LeBret. Papst Lucius gelang es, „Wölfe in Schafe zu verwandeln“. – Venedig erhielt in dieser Zeit Gelegenheit, sich weitere Städte, nach dem Vorbild Fanos, zu unterstellen. Koper (Capo d'Istria) erklärte sich bereit, zu den fünfzehn Galeeren, die die Adria befuhren, eine weitere zu stellen, wenn die Flotte nicht über Ragusa hinausfuhr. Bei weiteren Fahrten wollte sie auch ihren Anteil an Mannschaft dazugeben. Auch Pola schloss einen neuen Vertrag mit Venedig. LeBret glaubt, der innere Frieden in Venedig habe seine Ursache darin gehabt, dass „ihre unruhigen Geister Gegenstände genug fanden, durch die Handlung und Kriege zerstreuet zu werden“ (S. 314). Mit dem Herrschaftswechsel in Byzanz ergaben sich, da Manuel I. das Reich wiederherstellen wollte, neue Konflikte. Da er aber das Seewesen verachtete, so der Autor, „hatten die Venetianer Gelegenheit genug, sich auf der adriatischen See auszubreiten“, dort war der einzige Gegner Roger von Sizilien. Dessen erbitterter Gegner war wiederum Kaiser Manuel, der das von seinem Vater geschlossene Bündnis mit Lothar beibehielt. Die Gesandten Rogers warf er „wider das Völkerrecht ins Gefängniß“. Dies erst, so argumentiert LeBret, habe den Feldzug Rogers gegen das östliche Kaiserreich ausgelöst. Die Flotte brachte so viel Beute heim, „daß sie mehr das Ansehen einer Kauffahrteyflotte, als einer Kriegsflotte, hatte“. Um einen gemeinsamen Angriff der byzantinischen und der venezianischen Flotten zu verhindern, griff er Konstantinopels Umgebung direkt an. Die Normannen verbrannten Vorstädte und Lustgärten des Kaisers, Schlösser, Flecken und Burgen. Ehe die Griechen sich wehren konnten, waren die Angreifer schon wieder durch die Dardanellen entkommen. Um Venedig als Verbündeten für einen Gegenangriff zu gewinnen, bot der Kaiser dem Dogen die Wiedereinsetzung des Chrysobullons von 1082 an, mit allen Handelsrechten im Reich. Die zurücksegelnden, aber verstreuten Schiffe der Normannen wurden gekapert, 19 Schiffe fielen der vereinten Flotte in die Hände. Eine neue Flotte wollte der Doge nun selbst führen. Als der Doge, vom Sturm nach Caorle getrieben, erkrankte, übergab er den Oberbefehl über die Flotte an seinen Bruder und an seinen Sohn. Diese Flotte vereinte sich mit derjenigen des Kaisers, die angeblich aus tausend Segeln bestand, jedoch nicht sehr viel zum Sieg beitrug. Während der Belagerung von Korfu starb der Doge, der 18 Jahre und 4 Monate regiert hatte, in Venedig.
In seinem Il Palazzo ducale di Venezia von 1861 glaubt Francesco Zanotto, der neue, durch allgemeine Akklamation des Volkes gewählte Doge sei ‚nur 30 Jahre‘ alt gewesen (S. 92). Er sei gewählt worden, um die Familie des verstorbenen Dogen Michiel zu ehren, von deren Töchtern er eine geheiratet hatte („una figlia del quale aveva impalmato il Polani“). Nach innen beruhigte er den Streit der Polani mit den Dandolo und Badoaro. Die Pest von 1137, von der eine alte Chronik berichte, habe ihn nicht von der Ordnung der inneren Angelegenheiten abgehalten, wie der Ordnung der „feste delle Marie“ im Jahr 1142. Im dritten Herrschaftsjahr wurde Veglia tributpflichtig, 1136 erreichten seine Gesandten die Bestätigung der alten Privilegien durch Kaiser Lothar. Diese Gesandten waren sein Bruder „Giovanni Polani, Orio Orio, e Pietro Dondidio (Donodei, o Donder) suo cappellano“. Den Streit um Fano datiert Zanotto ins Jahr 1140. 1143 kam es zu besagtem Streit mit Padua (Vicenza erwähnt der Autor im Gegensatz zu LeBret nicht), der eskalierte, weil die Paduaner „arrogantemente“ reagierten. Der Doge schickte ‚Guido di Montechiaro oder Montagone‘ als Kommandeur der Kavallerie, und „Alberto da Bragacurta, o, come altri voglione, Pier Gambacurta“, der die Infanterie anführte. Bei ‚Tomba, heute Tombelle‘, kam es zur Schlacht, woraufhin die Paduaner den status quo ante wiederherstellen mussten. 1144 verschärften sich die Konflikte mit Pisa, wobei deren Schiffe die venezianischen kaperten, so der Autor, und Venedig darauf reagierte. Der Papst sorgte für Ausgleich, und er ermahnte sie, ihre Kräfte lieber zusammenzufügen, um die Heilige Stadt zu befreien. Wie Sanudo der Ältere berichte, so Zanotto, wurden Truppen unter Führung Giovannis, des Bruders des Dogen dorthin entsandt, auch seien die Pilger ins Heilige Land gebracht worden, und ein Hospiz für das Orso Badoaro 1146 (nicht 1145 ergänzt der Autor in Klammern) einen Teil seiner palude stiftete, entstand zwischen Murano und Mazzorbo. Bereits fünf Jahre zuvor sei das erste Pilgerhospiz durch Pietro Gatileso am Canal Orfano gegründet worden. Das jüngere Hospiz sei dem Apostel Jakob geweiht worden, das ältere dem hl. Clemens. – Bei Zanotto war es die Piratentätigkeit der Normannen, die Venedig zur Auflage einer Flotte veranlasste. Dazu erneuerten „Capodistria, Pola, Ossaro, Arbe, Veglia“ ihre alten Verträge. Capodistria und Pola unterstellten sich sogar der Republik und schworen ihr Treue. Bei ihm wurde von den Normannen auch Euböa und Athen geplündert, viele Einwohner wurden in menschenleere Gebiete Siziliens („terre sicule quasi deserte“) deportiert, wie Zanotto behauptet. Die Venezianer unterstützten den Kaiser, weil sie von den alten Privilegien profitierten und weil sie auf neue hofften, aber sie sahen auch die immer größere Macht der Normannen als Gefahr. Das alte Bündnis mit dem westlichen Kaiser half hier nicht weiter, denn Konrad war 1147 auf dem Weg ins Heilige Land. Tatsächlich erhielten die Venezianer neue Privilegien, der Doge sollte auf Dauer den Titel eines „protosebaste“ führen, der Patriarch von Venedig den eines „iperteno, cogli annessi emolumenti“, mit den daran hängenden Bezügen also. Bei Zanotto bestand die Flotte, die 1148 unter dem Kommando des Dogen aufbrach, aus 40 Galeeren und 14 Schiffen – während die Zahl der Schiffe, die Manuel aufgeboten haben soll, auch hier mit tausend angegeben wird. Während des mehrtägigen Aufenthalts in Caorle, den ein Sturm erzwang, erkrankte der Doge, so dass er das Kommando den besagten Verwandten übergeben musste. Wenig später starb er und wurde in S. Cipriano di Murano beigesetzt. Die „cronaca Veniera“ behaupte hingegen, fügt der Autor ein, der Doge sei in Caorle gestorben. – Schließlich ergänzt Zanotto, 1133 sei die Kirche S. Marziale von der Familie Bocco oder Bocchi gegründet worden, das Kloster S. Daniele durch Leone da Molino, einen Zisterziensermönch.
Weniger erzieherisch-moralisierend deutete Samuele Romanin die Quellen. Zudem bemühte er sich sehr viel mehr, die Hinweise auf das Leben des Dogen in den weiteren historischen Zusammenhang einzuordnen, wie er im 1854 erschienenen zweiten der zehn Bände seiner Storia documentata di Venezia zeigte. Zunächst konstatierte er, dass „quasi“ die gesamte Herrschaft Pietro Polanis von Angelegenheiten „di Germania e d'Italia“ ausgefüllt gewesen sei, „che non da quella di Palestina“. Dies stand in schärfstem Kontrast zur Herrschaftszeit seines Schwiegervaters und Vorgängers, der in ‚Palästina‘ Jahre zugebracht hatte, und dessen Augenmerk insgesamt auf dem östlichen Mittelmeer lag. Dabei entschieden sich die italienischen Städte, oftmals aus Opposition gegeneinander, für den jeweils anderen der beiden Thronprätendenten im Römisch-deutschen Reich, die nach dem Tod Heinrichs V. einander bekämpften. Ab 1130 kam es zudem zur Wahl zweier Päpste, wobei Anaklet nur von Roger von Sizilien und dem stadtrömischen Adel unterstützt wurde, und der, so Romanin, nur reich und ehrgeizig war, ansonsten ‚arm an Tugend‘, „povero di virtù“ (S. 54). Zwar gelang es Lothar, sich 1133 in Rom krönen zu lassen, doch musste er die Stadt danach räumen und in sein Kernland zurückkehren. Als er 1136 wieder in Italien erschien, hatten ihn zwei Gesandte aus Venedig und Konstantinopel dazu ermutigt. Zwar musste sich Roger nach Sizilien zurückziehen, doch gelang ihm die Rückeroberung. Lothar starb Ende 1137. Papst Innozenz’ Truppen unterlagen gleichfalls den Normannen, doch wurde der Gefangene von Roger ehrenvoll behandelt. So kam es dazu, dass der Papst das neue Königreich Rogers anerkannte. Der Doge hielt sich weitgehend aus den Kämpfen heraus, nutzte aber jede Gelegenheit zu individuellen Verträgen, sei es mit Lothar, sei es mit kleineren Städten, wie etwa Fano, dem Venedig mit seiner Flotte zu Hilfe eilte (S. 55–57). Ausführlich schildert Romanin auch die Auseinandersetzungen mit Padua. Während sich also die europäischen Mächte in endlosen Kriegen zerfleischten, erstand den Kreuzfahrern ein neuer, mächtiger Gegner: „Zengui degli Atabegi, padre del famoso Noradino“, ‚Zengi der Atabeg, Vater des berühmten Nur ad-Din‘, der wiederum den Weg für ‚den noch berühmteren‘ Saladin freimachen würde. Während sich Genua und Pisa damit begnügten, die Sarazenen in Europa und Afrika zu bekämpfen, rief der Papst 1144 zu einem neuen Kreuzzug auf. Dabei sei ‚es nicht wahr, dass Venedig sich nicht um Palästina gekümmert habe‘, denn Sanudo der Ältere berichte, wie unter dem Sohn des Dogen, Giovanni, eine Flotte dort kämpfte (S. 58 f.). Als die Kreuzfahrer unter Führung Konrads und Ludwigs VII. in Konstantinopel ankamen, begegnete ihnen Kaiser Manuel mit den „solite gelosie e nimicizie, non senza aggiungere perfino i tradimenti“, also mit dem gewohnten Neid und mit Feindseligkeiten, und auch mit Verrat. Nach Romanin unterstützten venezianische Schiffe Pilger, schützten die Küsten, kämpften gegen Roger, Venezianer halfen mit Spenden und finanzierten Hospitäler. Während es Venedig gelang, seinen Einfluss in Dalmatien zu verstärken, griffen die Normannen Byzanz frontal an, plünderten Athen, Negroponte, Korinth, und entführten zahlreiche Seidenweber, die nun für die Normannen produzierten. ‚Wie gewöhnlich‘ wandte sich Kaiser Manuel um Hilfe an Venedig. Der Doge versuchte mittels Gesandten König Konrad mit in die antinormannische Allianz einzubinden. Byzanz war in den Augen Romanins so schwach, dass es weitere Handelsvorrechte einräumen musste. In eigenartigem Kontrast habe diese Schwäche zur „pomposità dei titoli“ gestanden, die nunmehr verliehen wurden. Die Venezianer wurden praktisch von allen Abgaben im gesamten Reich freigestellt (S. 61 f.). Nachdem Roger noch ein venezianisches Schiff erbeutet hatte, rüstete Venedig eine Flotte aus, die unter Führung Polanis nach Süden fahren sollte; dieser musste jedoch in Caorle umkehren, wenig später starb er in Venedig. Währenddessen waren Normannen bereits vor Konstantinopel und beschossen den Kaiserpalast. Obwohl die Griechen die Venezianer im Stich ließen, konnten sie 40 Schiffe der Normannen erbeuten, weitere versenken und die übrigen bis in ihr Heimatland verfolgen.
In vielerlei Hinsicht anders argumentiert Heinrich Kretschmayr 1905 im ersten Band seiner dreibändigen Geschichte von Venedig. Für ihn war der Ausgangspunkt aller politischen Aktivitäten das Normannenreich in der Person König Rogers II., auf dessen Aktivitäten vor allem Venedig und Byzanz zu reagieren sich gezwungen sahen. Rogers Normannenreich trat auf Jahrzehnte hinaus „in den Vordergrund aller Interessen im Mittelmeere“ (S. 230). Byzanz und Venedig wurden „nach allem Hass der vergangenen Jahre wiederum wie dereinst zu Bündnis und Abwehr zusammengezwungen“. Unterstützer fanden die Verbündeten in Lothar III. und Innozenz II., da Roger die Stütze des Gegenpapstes Anaklet war. Doch erst im April 1135 erschienen Gesandte aus Konstantinopel und Venedig, um sich über Roger zu beschweren, zumal er Venedig angeblich um 40.000 Talente geschädigt habe. Bernhard von Clairvaux schlichtete im Frühjahr 1136 den Streit zwischen Genua und Pisa, wichtigen Verbündeten des römisch-deutschen Kaisers. Der im Herbst in Italien erscheinende Lothar bestätigte am 3. Oktober vor Guastalla Venedigs Privilegien. 1137 standen die Reichstruppen unter Führung des Kaisers und Heinrichs des Stolzen bereits vor Bari. Im Mai 1137 erlitt die normannische Flotte eine schwere Niederlage vor Trani. Auch wenn der Sieger nicht genannt wird, so dürfte es sich um Venedig gehandelt haben, wie Kretschmayr annimmt (S. 231). Schon 1135 hatten die Pisaner Amalfi zerstört, im August 1137 fiel Salerno. König Roger war bereit, Apulien für seinen Sohn als Reichslehen zu erbitten. Doch nun stritten Papst und Kaiser um die Lehensherrschaft. Lothar zog nach Norden ab, am 22. Juli 1139 fiel der Papst in normannische Gefangenschaft. Auch Venedig musste angesichts des gewendeten Blattes nachgeben und wohl höhere Handelsabgaben akzeptieren. In Palermo bauten Venezianer 1140 eine griechische Kirche „im Viertel Serelkadi“ in eine Markuskirche um. Während der Verhandlungen um eine neue anti-normannische Koalition, angetrieben von Konstantinopel, starb Johannes II. im Jahr 1143. Sein Sohn und Nachfolger Manuel setzte die Bemühungen seines Vaters fort, der ihm umfassende Mittel hinterlassen hatte, und in deren Mittelpunkt der Doge Pietro Polani stand. Der jedoch erkrankte auf die besagte Art am Anfang einer Flottenexpedition und starb bald darauf. Dennoch ging der Kampf um Italien weiter. Manuels Koalitionsversuche reichten bis ins Jahr 1151, als das Bündnis endgültig gesprengt wurde.

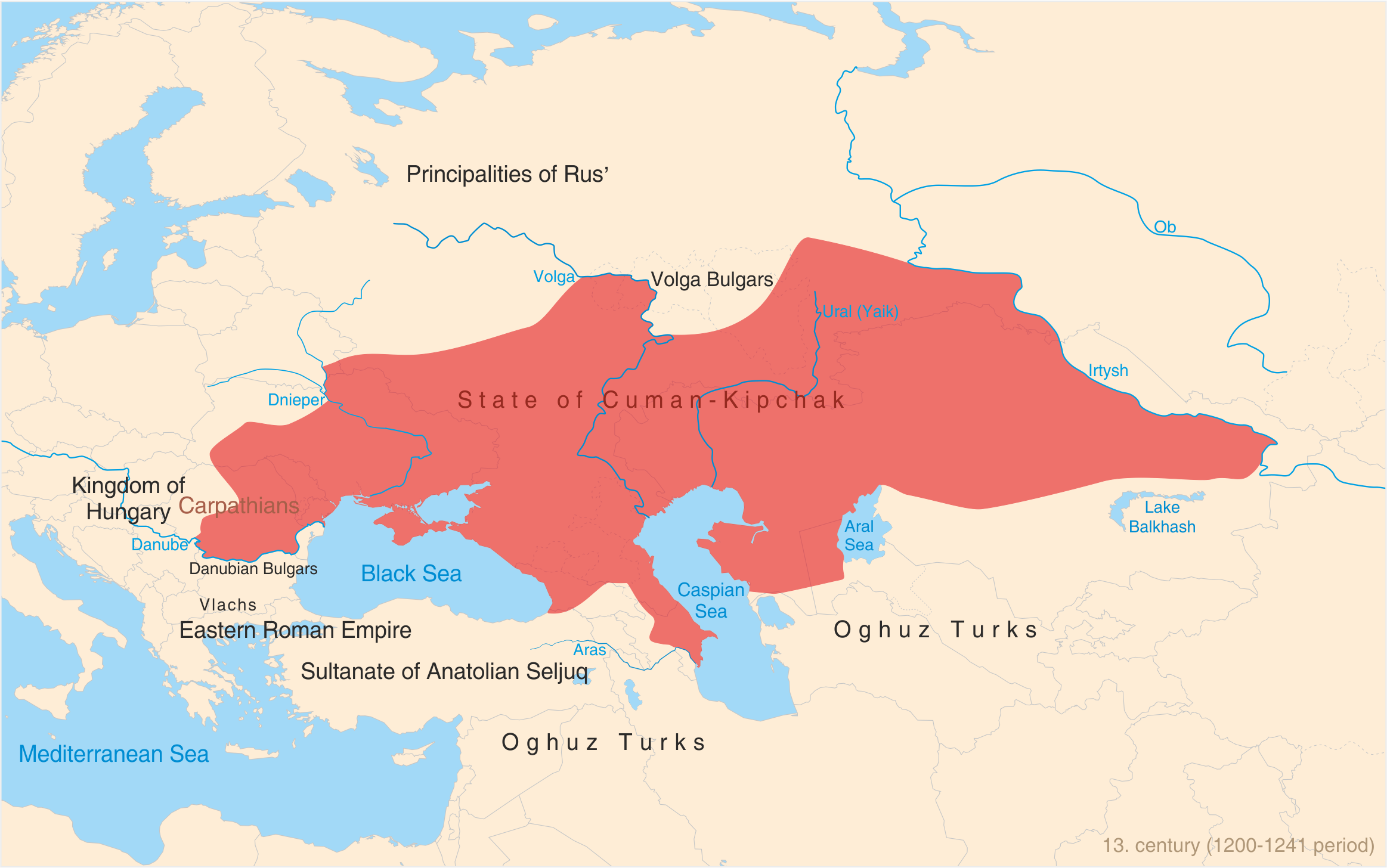
Ungefähre Ausdehnung des Herrschaftsgebietes der Kumanen, die von Norden her Byzanz bedrohten

Für John Julius Norwich war in seiner 1977 erstmals erschienenen History of Venice der zentrale Faktor hingegen der Versuch Johannes’ II., die Venezianer auf eine Stufe mit ihren Konkurrenten, mit Genua und Pisa zu stellen, und damit das Chrysobullon von 1082 zu widerrufen. Polanis Vorgänger hatte versucht, dies durch gewaltsame Interventionen rückgängig zu machen. Folge man dem byzantinischen Historiker Johannes Kinnamos († nach 1185), so plünderten die Venezianer Lesbos und Chios, Rhodos und Zypern. Norwich schildert den Siegeszug des Dogen im Heiligen Land, lässt aber auch die Plünderungen auf dem Rückweg nach Venedig nicht unerwähnt, ebenso wie die Eroberung von Kephalonia. Am Ende hatte er tatsächlich die Wiedereinsetzung Venedigs in die vom Kaiser entzogenen Rechte durchgesetzt, „his reputation was assured for ever. In later centuries, indeed, it became almost legendary.“ Dennoch erzwang der ökonomische und politische Erfolg Rogers II. eine neue Verbindung zwischen den hiervon am stärksten betroffenen Mächten. „Already Sicilian sea power was beginning to rival that of the Republic“, angeblich, so Norwich, „dealings on the Rialto had begun, gently but perceptibly, to slacken.“ 1135 schätzten die Venezianer ihre Verluste durch sizilianische „privateers“ auf 40.000 Talente. Als eine byzantinische Gesandtschaft auf dem Weg zum römisch-deutschen Hof Venedig aufsuchte, die eine gemeinsame Flottenexpedition gegen Roger vorschlug, „Polani not only agreed with enthusiasm“, sondern er schickte auch eigene Gesandte mit ins Reich. Im Gegensatz zu Kretschmayr sieht Norwich keinerlei militärische Partizipation Venedigs an dem Feldzug gegen Roger, und als Lothar im Dezember 1137 starb, weniger als acht Wochen später Anaklet, schließlich im Juli 1139 Innozenz II. in Rogers Hände fiel und der Papst sein Königtum anerkennen musste, hatte Roger auf ganzer Linie gesiegt. 1143 starb Kaiser Johannes II. auf der Jagd an einem vergifteten Pfeil. Polani nutzte die Gelegenheit, im Jahr 1141 Fano zu unterstützen, woraufhin die Stadt Tribute leistete, nämlich Öl für die Beleuchtung von San Marco und den Dogenpalast. Für Norwich handelte Venedig mit Fano den ersten Vertrag mit einer inneradriatischen Stadt aus, ohne jedoch den Vertrag mit Bari von 1122 zu berücksichtigen. 1143 kam es zu besagtem Streit mit Padua, wobei Norwich stärker ökologische Aspekte berücksichtigt, denn die Lagune war nicht nur essentiell für den Schutz und die Schifffahrt Venedigs, sondern reagierte auch höchst empfindlich auf Umleitungen der Zuflüsse vom Festland. Dennoch wäre dies kein Grund, einen so „trivialen“ Vorgang zu erwähnen, wie Norwich ausdrücklich festhält, wenn Venedig nicht zum ersten Mal einen Condottiere engagiert hätte, einen Söldnerführer aus Verona namens Guido di Montecchio. Venedig habe nämlich geradezu eine obsessive Furcht entwickelt, einer dieser Männer könne, wie in Oberitalien in späteren Jahrhundert fast überall geschehen, die politische Macht usurpieren. Mit Manuel, dem neuen, jungen Kaiser von Byzanz, schien im Verhältnis zu Roger zunächst eine Wende einzutreten. Doch ein entsprechendes Heiratsprojekt scheiterte. Er selbst heiratete 1146 eine Verwandte des westlichen Kaisers, doch seine Pläne wurden durch den Zweiten Kreuzzug zunichtegemacht. Nur Marino Sanudo der Ältere berichte von einer Teilnahme eines „magnum auxilium“ unter Führung des Dogenbruders Giovanni Polani, so dass Norwich davon ausgeht, dass diese Expedition „can almost certainly be discounted“. Anfang 1148 wurde Venedig alarmiert, als eine dringliche Bitte Manuels auftauchte, denn eine Normannenflotte segelte gegen das Kaiserreich. Kommandeur der Flotte war „George of Antioch, a Levantine Greek who had risen from humble origins“ zum „High Admiral“. Korfu erhielt nach der Eroberung durch die Normannen eine Besatzung von tausend Mann. Die Flotte eroberte Theben, „centre of the Byzantine silk manufacture“, wo unter anderen „a number of highly skilled Jewish workwomen had been seized and carried off to enrich the royal silk factory“. Damit deutet er einen ungeheuren Wirtschaftsschaden an. Die voll mit Beute beladenen Schiffe lagen so tief im Wasser, wie Niketas Choniates berichtet, dass sie wie Kauffahrer aussahen, nicht wie Piratenschiffe. Für Norwich diente diese Provokation vor allem dazu, den Kaiser dazu zu bringen, zu früh loszuschlagen. Gegen umfangreiche Privilegien erhielt Manuel für ein halbes Jahr die Unterstützung der venezianischen Flotte, er selbst brachte seine Flotte in Kriegsbereitschaft: „some 500 galleys and 1,000 transports, a fitting counterpart to an army of perhaps 20,000 to 25,000 men“, wie der Autor glaubt. Doch die Verbündeten verloren zunächst viel Zeit, denn die Kumanen bedrohten Byzanz von Norden her, in Venedig starb der Doge. Zwar gelang seinem Bruder ein Sieg, doch die Konflikte sollten weiter eskalieren, vor allem der mit Konstantinopel.

### Geschichtsschreibung
- Roberto Cessi (Hrsg.): Origo civitatum Italiae seu Venetiarum (Chronicon Altinate et Chronicon Gradense) (=Fonti per la storia d’Italia, LXXIII), Rom 1933, S. 120.
- Luigi Andrea Berto (Hrsg.) Historia ducum Venetorum (Testi storici veneziani: XI–XIII secolo), Padua 1999, S. 12 f.
- Ester Pastorello (Hrsg.): Andrea Dandolo, Chronica per extensum descripta aa. 460–1280 d.C., (=Rerum Italicarum Scriptores XII,1), Nicola Zanichelli, Bologna 1938, S. 237–247. (Digitalisat, S. 236 f.)
- Ester Pastorello (Hrsg.): Chronica brevis, Bologna 1938, S. 364 f.
- Henry Simonsfeld (Hrsg.): Annales Venetici breves, in: MGH, Scriptores, XIV, hgg. v. G. Waitz, Hannover 1883, S. 69–72, hier: S. 71. (Digitalisat)
- Luigi Andrea Berto (Hrsg.) Annales Venetici breves (Testi storici veneziani: XI–XIII secolo), Padua 1999, S. 95.
- Roberto Cessi, Fanny Bennato (Hrsg.): Venetiarum historia vulgo Petro Iustiniano Iustiniani filio adiudicata, Venedig 1964, S. 108–111.
- Alberto Limentani (Hrsg.): Martin da Canal, Les estoires de Venise: cronaca veneziana in lingua francese dalle origini al 1275. Olschki, Florenz 1972, S. 308–310 (Fondazione Giorgio Cini. Civiltà veneziana. Fonti e testi. Serie III. 3).
- Marino Sanudo: Le vite dei dogi, hgg. von Giovanni Monticolo, (= Rerum Italicarum Scriptores XXII,4), 2. Aufl., XXII, 4, Città di Castello 1900, S. 216–223.[16]

### Urkunden, Verträge
- Marco Pozza (Hrsg.): Gli atti originali della Cancelleria veneziana, Bd. I: 1090–1198, Il Cardo, Venedig 1994, S. 54–60.
- Andrea Gloria (Hrsg.): Codice diplomatico padovano dal secolo sesto a tutto l'undicesimo, Bd. II, Padua 1879, S. 256, 313 f., 326–328.
- Ludwig Weiland (Hrsg.): Constitutiones et acta publica imperatorum et regum inde ab a. DCCCCXI usque ad a. MCXCVII (MGH, Leges, I), Hannover 1893, S. 171–175.
- Pietro Kandler (Hrsg.) Codice diplomatico istriano, Bd. I: Dal 50 al 1299, Triest, o. J., doc. 1145, Dezember.
- Attilio Bartoli Langeli (Hrsg.): Il patto con Fano 1141 (= Pacta veneta, 3), Venedig 1993.